# Devotos
Devotos é uma banda brasileira formada em 1988 por Cannibal (baixo e voz), Neilton (guitarra) e Celo Brown (bateria), sob o nome Devotos do Ódio, que foi tirado do título de um livro de José Louzeiro (1987). O grupo teve e ainda tem sua base no bairro de baixa renda que também tem abundantes problemas sociais e onde muitas pessoas trabalham para melhorar suas condições que se encontra nos morros de Recife, chamado Alto José do Pinho. No ano 2000 o grupo mudou seu nome para Devotos.

## Carreira

### Início
Quando a MTV começou a ser exibida no Recife, o sinal podia ser recebido claramente no Alto José do Pinho, os futuros membros dos Devotos já escutavam punk rock e hardcore, mas eram as referências de bandas da segunda leva do pós-punk inglês, como Joy Division que faziam a diferença em seu som, além do entusiasmo com o punk rock de São Paulo, com bandas como Inocentes e Cólera. Conheciam os gêneros tradicionais pernambucanos, sendo sua base uma das mais ricas em relação a este contexto, mas estavam interessados em tocar punk, e foi com este gênero que mudaram a forma da população local ver o estilo musical que produzem, e do mundo, de ver o Alto José do Pinho.
Os membros de Devotos abraçaram a ética do faça você mesmo do punk rock. O guitarrista Neilton explicou em 2001 como fabricou ele mesmo seu primeiro amplificador e guitarra o que incluiu o braço e do corpo da guitarra, e como tocou por um longo tempo sem que ninguém percebesse que não tinha sido comprada numa loja de música.
A criatividade de Neilton estende-se à arte da capa dos álbuns da banda e ao desenho do seu web site. O grupo fabrica os cases para seus instrumentos e os gabinetes dos seus amplificadores, e compram somente o que não podem fazer eles mesmos. Isso, de todos modos, não se faz com um sentido de carência. Pelo contrário, Neilton diz ...Eu não sinto angústia por isso. Me dá prazer e orgulho tê-lo feito e ter minha arte à vista, ver meu trabalho concretizado, a ideia realizada. Neilton foi capaz de comprar guitarras Fender e Gibson Les Paul e amplificadores Marshall uma vez que a banda se tornou conhecida mas ele ainda sentia a necessidade de brincar com as percepções das pessoas sobre as marcas. E comprou uma guitarra elétrica barata e removeu tudo incluindo os trastes reformá-la para o seu próprio estilo chamando-a com o nome de Robson e começou a usá-la nos seus shows. Logo as pessoas estavam admirando seu som e perguntando onde podiam comprar uma.
Entre os obstáculos que a banda enfrentou nos seus primeiros anos se encontravam a polícia, a repressão e a não-aprovação dos moradores do seu bairro pela eleição do seu estilo musical. O bairro Alto José do Pinho era o lar de caboclinhos e grupos de maracatu que eram importantes no carnaval. A imagem mediática das bandas de rock remetia à juventude de classe média. Quando os Devotos começaram a ter cobertura da imprensa isto se deveu em parte à desconexa percepção de ver um grupo de jovens de classe baixa fazendo hardcore/punk rock.
Com o tempo a relação da banda com a comunidade melhorou, já que demonstrou seu compromisso com a mesma atraindo abundante atenção da imprensa para muitas outras bandas de ali e ao impulsionar a fundação de uma ONG chamada Alto Falante (um jogo de palavras, sendo Alto seu bairro no Recife), a que realiza projetos culturais e sociais.

### Trabalhos
A banda tem realizado oito discos: Agora tá Valendo (BMG, 1997), Devotos (Rockit!, 2000), Hora da Batalha (Independente, 2003), Sobras da Batalha EP (Independente, 2004- unicamente para download), Flores Com Espinhos Para o Rei (Independente, 2006) e Devotos 20 anos (Independente, 2009 - primeiro ao vivo, comemorativo dos 20 anos da banda), além de duas compilações: Victoria (2010) e Demos e Raridades, ambos apenas em vinil.
Em 2022, a banda lançou Punk Reggae, com influências do ritmo jamaicano. O primeiro single do trabalho foi "Nossa história", lançado em 30 de junho de 2021.
Em março de 2022, lançam o single “Dança das Almas”, que contou com participação especial do cantor e compositor paraibano Chico César.
Em setembro de 2022, a banda participa do show da banda Black Pantera no palco Sunset do festival Rock in Rio.
Em 10 de setembro de 2022, a banda fez show no festival "1, 2, 3, 4 – O punk segue muito vivo", realizado no Sesc São Paulo da Avenida Paulista, ao lado das bandas Mercenárias e Black Pantera. Dois anos depois, desta apresentação é lançada o álbum Devotos ao vivo no Sesc Avenida Paulista 10.9.22.

### Participações
Devotos já teve participações com a cantora Pitty em seu DVD, executando uma canção muito conhecida do repertório Punk Rock Hadcore Alto José do Pinho.

### Legado
Em março de 2024, a banda foi declarada Patrimônio Cultural Imaterial do Recife, com reconhecimento aprovado pela Câmara Municipal.

## Discografia

### Estúdio
- Agora tá Valendo (1997)
- Devotos (2000)
- Hora da Batalha (2003)
- Sobras da Batalha (EP) (2004)
- Flores com Espinhos Para o Rei (2006)
- Póstumos (2012)[23]
- O Fim Que Nunca Acaba (2018)
- Punk Reggae (2022)

### Ao vivo
- Devotos 20 anos - Ao Vivo (2009)
- Sessões Selo Sesc #12: Devotos (2024)[24]

### Compilações
- Victoria (2010)[25][26]
- Demos e Raridades (2011)[25][27]